# Los olvidados (película de 2018)
Los olvidados (lanzada internacionalmente como What The Waters Left Behind) es una película argentina de terror dirigida y coescrita por Luciano y Nicolás Onetti.

## Reparto
- Victoria Maurette como Carla
- Agustín Pardella como Diego
- Paula Sartor como Vicky
- Paula Brasca como Erica
- Victorio D'Alessandro como Nacho
- Damián Dreizik como Vasco
- Tamara Garzón como Micaela Leiva
- Mirta Busnelli como la abuela
- Chucho Fernández como Chimango
- German Baudino como el pervertido
- Pablo Guisa Koestinger como un conductor de camión
- Miguel Granados
- Gustavo Garzón

## Recepción

### Crítica
Desde el sitio Terror Weekend, Josep Luzán calificó a la película con 4/5 diciendo que la misma "provoca todo tipo de sentimientos, cosa que hoy en día es de aplaudir" concluyendo que se trata de "una película para los amantes de lo perturbador".
Gaspar Zimerman de Clarín la califica como regular argumentando: "La historia, como suele suceder en estos casos, es casi inexistente: la mayor parte se limita a sadismo, sangre, pornografía de la tortura." 
Mientras que Ezequiel Boetti de Página 12 escribe "...película “geográficamente” original, pero demasiado parecida a otras tantas."
Matías Oniria en Visión de cine dice "...la película hace su propio mérito para resultar insatisfactoria, proponiendo un slasher poco definido en tono, a pesar de hacer homenaje latente a un modo de contar historias."
La calificación en Rottentomatoes es de 2 sobre 5, en IMDb 5,4 y en Filmaffinity es de sólo 3 sobre 10.

## Tráiler
En el marco de las Galas Blood Window, sección especial del Festival de Cannes dedicado al cine de terror, se presentó por primera vez el adelanto o tráiler oficial de la película. En su versión en inglés, el tráiler logró récords de audiencia para una película argentina con más de 2 millones de visitas. Actualmente posee más de 12.4 millones.

## Premios y nominaciones

### Participación en festivales de cine
| Festival                   | Fecha de evento            | Categoría        | Premio   |        |
| -------------------------- | -------------------------- | ---------------- | -------- | ------ |
| Festival de Sitges         | 5 al 15 de octubre de 2017 | Midnigth Extreme | Nominado | [ 9 ]  |
| Festival Obscura de Berlín | 28 de octubre de 2017      | Mejor película   | Ganador  | [ 10 ] |